# Adrien Buttafocchi
Adrien Buttafocchi, né le 18 septembre 1907 à Nice et mort le 29 juin 1937 à Nice, est un coureur cycliste français, membre de l'équipe Helyett-Hutchinson de 1933 à 1937.

## Biographie
C'est en 1927, alors qu'il réside à Lyon, que Buttafocchi fait ses premières courses et commence sa carrière de routier. Après avoir fait son service militaire au Maroc, il fait sa rentrée en 1929, dans les courses du Midi de la France, car il avait suivi ses parents à Nice. Dans le Tour du Sud-Est, il affirme ses qualités. Puis il dispute les courses classiques à Paris. On le voit dans le Tour de France. Son palmarès s'orne de nombreuses victoires dans les épreuves de Provence et de la Côte d'Azur. Il gagne des étapes au Circuit de l'Ouest.
En 1937, il fait un bon début de saison et c'est pour lui une grosse désillusion de ne pas être sélectionné pour le Tour. S'il n'avait pas remporté de grandes victoires, « Butta » ne devait pas moins être classé parmi les 20 meilleurs routiers français. On l'a surnommé la « Mère poule » pour son dévouement pour ses camarades d'équipe, comme dans le Tour d'Italie, dans Paris-Nice, pour son ami René Vietto.
Le 27 juin 1937, alors qu'il descend l'Estérel, lors du Grand Prix d'Antibes, il entre en collision, sur le territoire des Adrets, avec une voiture qui monte en sens inverse et meurt des suites de ses blessures.

## Palmarès
- 1929
  - 2e de Nice-Annot-Nice
  - 3e du Grand Prix de L'Avenir Cycliste de Nice
  - 7e du Tour de Catalogne
- 1930
  - Grand Prix de la Victoire - Nice
  - 2e du Grand Prix d'Aix-les-Bains
  - 2e du Circuit du Mont-Blanc
  - 2e de Nice-Puget-Théniers-Nice
  - 2e du Circuit Justin Berta
  - 3e du championnat de France des aspirants
  - 3e du Grand Prix de L'Avenir Cycliste de Nice
- 1931
  - 2e du Grand Prix de Cannes
  - 2e de Nice-Annot-Nice
  - 2e de Toulon-Nice
- 1932
  - Marseille-Nice
  - Circuit Justin Berta
  - 2e étape de Nice-Toulon-Nice
  - Nice-Annot-Nice
  - 3e du Grand Prix de Nice
- 1933
  - Marseille-Nice
  - Grand Prix de Nice
  - Grand Prix de la Victoire - Nice
- 1934
  - Nice-Toulon-Nice
  - 3e du Tour de Corrèze
  - 3e de Paris-Caen
  - 3e de Marseille-Nice
- 1935
  - 5e de Paris-Nice
  - 5e du Tour de Suisse
  - 10e de Paris-Roubaix
- 1936
  - Annemasse-Bellegarde-Annemasse
  - 1re et 3ea étapes du Circuit de l'Ouest
  - 2e du Grand Prix de Cannes
  - 3e du Circuit du Bourbonnais
- 1937
  - 5e étape, 2e demi-étape de Paris-Nice
  - 3e du Tour du Vaucluse

## Résultats sur les grands tours

### Tour de France
4 participations
- 1931 : abandon (23e étape)
- 1932 : abandon (19e étape)
- 1933 : abandon (8e étape)
- 1934 : abandon (2e étape)

### Tour d'Italie
1 participation
- 1935 : 58e

## Classiques
- Milan-San Remo

1930 : 42e
1931 : 42e
1935 : 12e